# Agneta Goës
Ingrid Agneta Goës, född 9 november 1938 i Göteborg, är en svensk målare, grafiker och textilkonstnär.
Goës studerade på textillinjen vid Konstindustriskolan i Göteborg 1956–1960 och vid Valands målarskola i Göteborg 1962–1968. Separat har hon ställt ut på bland annat Guldhedens kyrka, Sveagalleriet i Stockholm, Biblioteket i Borlänge och på Galleri Qvintessence i Lagos Nigeria och medverkat i samlingsutställningarna Göteborgskonst 60tal-70tal på Göteborgs konstmuseum, Nolhaga slott i Alingsås, vårsalongen på Halmstad museum, Moderskap-Modersmyt-Människoskap på Göteborgs konsthall och Luleå museum, Grafiktriennalen i Sundsvall, Västsvensk grafik på Göteborgs konstmuseum och Röhsska museet. 
Tillsammans med Angela Utbult och Elvy Engelbrektson genomförde hon 1970 utställningen Berika miljön som visades på  
Galleri Carneol i Göteborg och på Galleri Heland i Stockholm.
Hon har tilldelats Göteborgs stads kulturstipendium 1972, Statens konstnärsstipendium 1974, 1976 och 1978, resestipendium till Nigeria 1990 samt Statligt arbetsstipendium ett flertal gånger. Bland hennes offentliga arbeten märks en gobeläng samt bild i blandteknik till Bjurslätts äldreboende, en gobeläng för handelshögskolan Göteborg, en fris i blandteknik för Enbackskolan i Tensta, en fris i blandteknik för nya stadsarkivet i Göteborg, en teaterridå till nya Lisebergsteatern i Göteborg, en teaterridå för Västra Frölunda fritidsgård i Göteborg samt textil utsmyckning för Talldungeskolan i Göteborg. Goës är representerad vid Moderna Museet, Göteborgs konstmuseum, Nationalmuseum, Borås konstmuseum, Norrköpings konstmuseum, Statens konstsamlingar och Göteborgs kommun. Hon har utfört fyra bokomslag och illustrationer till Annbritt Rydes diktsamlingar. Under perioden 1955 till 1960 var Goës verksam som mönsterritare vid Nordiska Industriaktiebolaget i Göteborg.
Agneta Goës är medlem av den adliga ätten Goës. Hon har en tvillingsyster, Elisabet, som varit gift med en framliden bror till skådespelaren Peter Hüttner, och en bror, Stefan, som är gift med politikern Eva Goës, född Andersson.